# Wissenschaftliche Arbeitsgemeinschaft für Raketentechnik und Raumfahrt
Die Wissenschaftliche Arbeitsgemeinschaft für Raketentechnik und Raumfahrt (WARR) ist eine Studentengruppe der Technischen Universität München. Sie bringt Studenten in Projekten Praxiswissen aus der Raumfahrttechnik bei. Größter Erfolg ist die Konstruktion der Hybridrakete Barbarella.

## Geschichte
Die WARR wurde 1962 von Robert Schmucker gegründet. Ursprünglich war es das Ziel der Gruppe, das Fehlen eines Lehrstuhls für Raumfahrttechnik auszugleichen. Seit der Einrichtung dieses Lehrstuhls im Jahre 1966 befasst sich die WARR vor allem mit praxisbezogenen Projekten aus dem Themengebiet Raumfahrt. Heute ist es Ziel der Gruppe, dass Studenten vieler Fachrichtungen ihr im Studium erworbenes theoretisches Wissen durch praktische Erfahrungen ergänzen können. Der bisher wohl größte Erfolg der WARR ist die Konstruktion und der Flug der ersten deutschen Hybridrakete namens Barbarella am 12. März 1974. Diese Rakete kann heute im Deutschen Museum in München besichtigt werden.
Danach wurde an Flüssigkeitsraketen und Höhenforschungsraketen geforscht. Im Jahr 2000 wurde ein Hybrid-Demonstrator-Triebwerk gebaut und zwei Jahre später zog die Gruppe nach Garching um, wo sie einen Prüfstand errichtete. Ab 2005 wurde die wissenschaftliche Nutzlast T-Rex auf der schwedischen Höhenforschungsrakete Rexus in Zusammenarbeit mit dem Lehrstuhl für Raumfahrttechnik und der EADS Astrium GmbH eingesetzt. Ab 2009 wurden weitere Projektgruppen gegründet, etwa zu Interstellar Flights, Satellitentechnik und Hyperloop.
Die WARR gehört zu den Gründungsmitgliedern des Bundesverband studentischer Raumfahrt (BVSR).
Mitglieder des Vereins haben die Firmen Ororatech und Isar Aerospace

## Projektgruppen

### Raketentechnik

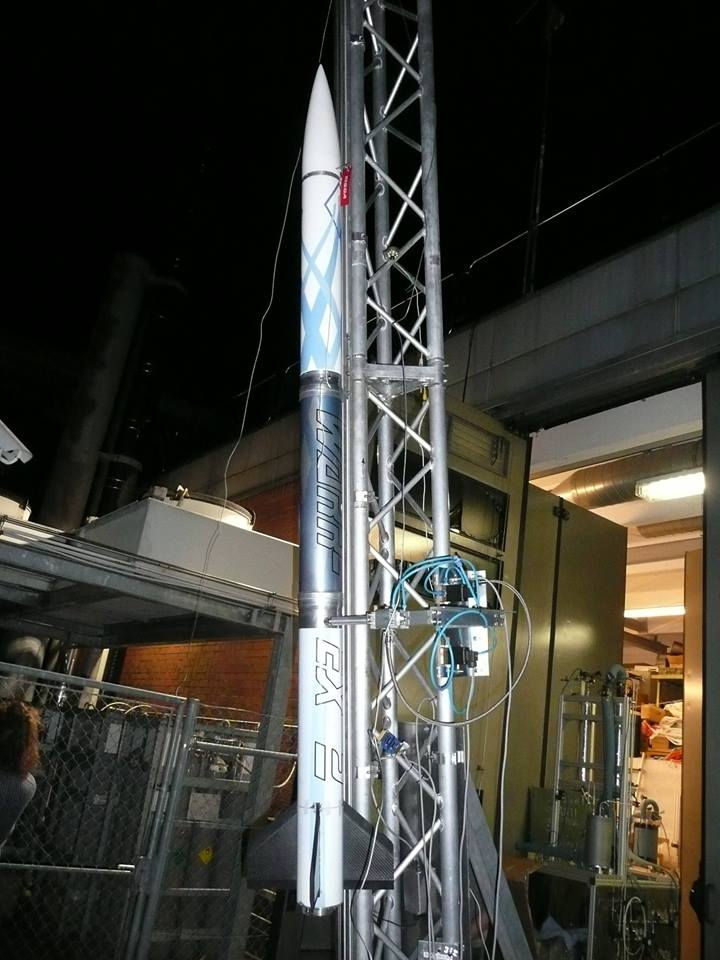
Die WARR-Ex 2 auf ihrer Startrampe

Die Raketentechnik ist die älteste Projektgruppe in der WARR und existiert seit der Gründung 1962. Nachdem 1974 mit dem Start der ersten deutschen Hybridrakete Barbarella ein großer Erfolg verbucht werden konnte, wurden in den folgenden Jahrzehnten in erster Linie Teststandstriebwerke gebaut. Erst 2009 wurde wieder mit der Entwicklung einer eigenen Rakete unter dem Namen WARR-Ex 2 begonnen. Als Antrieb diente das von der WARR entwickelte Hybridtriebwerk HYPER-1 mit dem Polymer HTPB als Brennstoff und Distickstoffmonoxid als Oxidator. Die Rakete wurde am 20. Mai 2015 von der Raketenbasis CLBI an der brasilianischen Atlantikküste erfolgreich gestartet und erreichte eine maximale Flughöhe von ca. 5 km.
Noch vor dem Start der WARR-Ex 2 begann im Rahmen des vom Deutschen Zentrum für Luft- und Raumfahrt organisierten und finanzierten Projekts STERN (STudentische Experimental-RaketeN) die Arbeit am Nachfolger WARR-Ex 3. Da die WARR-Ex 2 die Zielvorgaben von STERN bereits erfüllt, wurde der Bau einer größeren Rakete beschlossen, mit dem Ziel den europäischen Höhenrekord für studentische Raketen zu brechen. Dieser lag damals bei etwa 30 km. Um dieses Ziel erfüllen zu können, sollt die WARR-Ex 3 Flüssigsauerstoff anstelle von Distickstoffmonoxid als Oxidator verwenden, wobei weiterhin HTPB als Brennstoff zum Einsatz kam. Der Start der WARR-Ex 3 war zunächst für Anfang 2017 geplant, später verschob sich der Termin auf das zweite Halbjahr 2021.

### Satellitentechnik

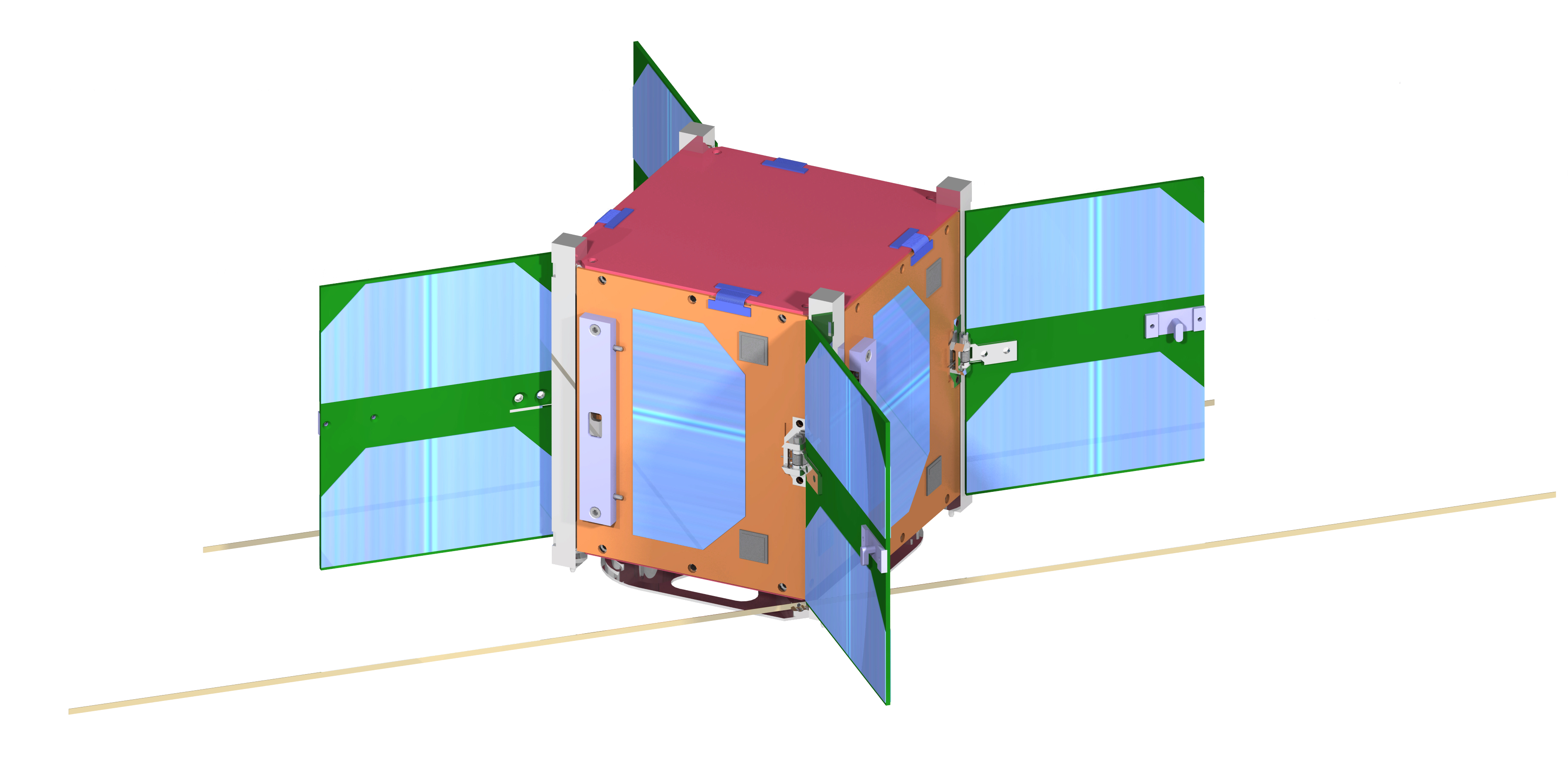
Rendering eines Satellitenbusentwurfs für MOVE-II

Nachdem der Cubesat First-MOVE hauptsächlich von Doktoranden des Lehrstuhls für Raumfahrttechnik (LRT) an der TUM entwickelt wurde, wurde beim Nachfolgeprojekt MOVE-II verstärkt auf die Einbindung von Studenten gesetzt. Um die vorhandene Infrastruktur der WARR nutzen zu können, wurde eine eigene Projektgruppe gegründet, deren Mitglieder an allen Subsystemen des Satelliten arbeiteten. Lediglich der Projektleiter war ein Mitarbeiter des LRT. Im Jahr 2012 wurde mit dem Erarbeiten eines Missionskonzepts begonnen. Nach Genehmigung von Fördergeldern durch das Deutsche Zentrum für Luft- und Raumfahrt Anfang 2015 wurde mit einem Start Ende 2017 gerechnet. Es starteten schließlich zwei Satelliten: MOVE-II im Dezember 2018 von der Vandenberg Air Force Base in Kalifornien und MOVE-IIb im Juli 2019 vom russischen Kosmodrom Wostotschny.
MOVE-II ist ein 10 × 10 × 10 cm großer Satellit (1U-Cubesat). Er besteht zur Hälfte aus einem Bus, welcher für Stromversorgung, Kommunikation und Lageregelung zuständig ist, und zur Hälfte aus einer wissenschaftlichen Nutzlast. Dabei handelt es sich um einen Teilchendetektor, welcher an der Physikfakultät der TUM entwickelt wurde. Ziel war es, niederenergetische Antiprotonen im Erdorbit zu untersuchen. Wegen eines beim Start aufgetretenen Fehlers im Kommunikationssystem von MOVE-IIb konnte MOVE-II allerdings nicht in den normalen Betrieb übergehen.
Neben dem Erfahrungsgewinn durch die Mitarbeit in einem echten Raumfahrtprojekt ermöglicht die WARR den Studenten auch die Teilnahme an internationalen Konferenzen sowie wissenschaftliche Veröffentlichungen.

### Space-Elevator
Die WARR Space-Elevator beschäftigt sich seit ihrer Gründung 2006 einerseits mit der Konzeption und Entwicklung von Climber-Robotern sowie andererseits mit der Ausrichtung des passenden Wettbewerbs. Der erste Climber wurde für den JSETEC2009 konzipiert und konnte dort die Strecke von 150 m in der kürzesten Zeit absolvieren. 2011 wurde der eigene Wettbewerb „EUSPEC“ ins Leben gerufen, mit einer Wertung, die wesentliches Augenmerk auf die Energieeffizienz legt.
Im Folgejahr wurde dieser erneut durchgeführt, unter Verdoppelung der Seilstrecke von 25 m auf 50 m. Insgesamt waren bei beiden Wettbewerben vier Teams aus Japan, eines aus den USA und das eigene Team beteiligt. Gewonnen hat 2012 das Team „Aoki Laboratory B“ der Nihon University aus Japan.

### Interstellar Flight

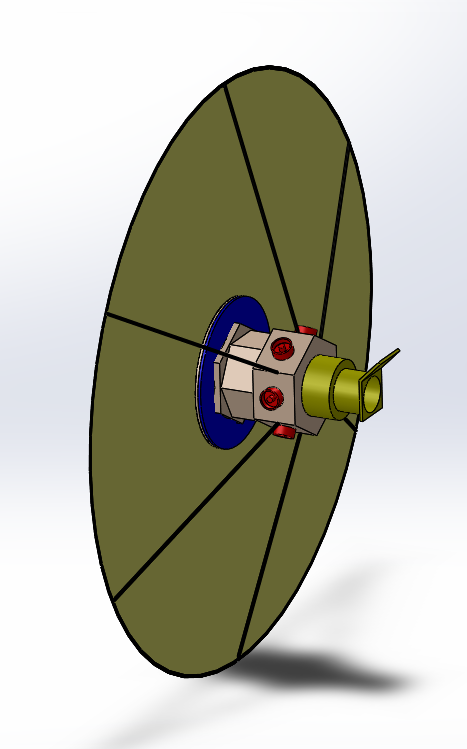
Rendering der Dragonfly-Sonde: Dieses Design der WARR gewann die Project Dragonfly Design Competition

Das WARR Interstellar Flight Team (ISF) beschäftigt sich mit dem interstellaren Flug  allgemein und insbesondere mit dem bemannten interstellaren Flug. Unter interstellarem Flug versteht man die Überbrückung der Distanz zwischen Sternen durch ein Raumschiff.
Das WARR ISF verfolgt vier wesentliche Ziele:
- Forschung im Bereich des unbemannten und bemannten interstellaren Flugs
- Anwendung von ingenieurswissenschaftlichen Methoden, vor allem aus dem Bereich der interdisziplinären Systementwicklung
- Publikation der Ergebnisse auf internationalen Konferenzen und in internationalen Journalen
- Präsentation der Forschungsergebnisse vor einer breiten Öffentlichkeit

Anfang Mai 2013 nahm das Ghost Team der WARR Interstellar Flight an dem Project Icarus Concept Design Competition teil. Der Name „Ghost“ steht für das plötzliche Auftauchten des Teams im Wettbewerb und die entsprechende Überraschung der anderen Teams. In Arbeitstreffen und Workshops wurden der Fusionsantrieb, Radiatoren für die Wärmeabfuhr, die Missionssequenz, Tanks, und die Gesamtkonfiguration ausgearbeitet. Das Team stellte im Oktober 2013 in den Räumen der British Interplanetary Society ihr Konzept vor und wurde unter den vier internationalen Teams für den besten Entwurf ausgezeichnet.
Im Oktober 2014 begann das ISF-Team mit der Arbeit an einer interstellaren Raumsonde mit Lasersegelantrieb für die Project Dragonfly Design Competition der Initiative for Interstellar Studies (I4IS). Auch in diesem Wettbewerb konnte sich der Entwurf des WARR-Teams gegen die internationale Konkurrenz durchsetzen.

### Hyperloop
Im August 2015 wurde die Projektgruppe WARR Hyperloop gegründet, um an der von SpaceX organisierten Hyperloop Pod Competition teilzunehmen. Aus anfänglich über 700 Teilnehmern konnte sich das Team im Januar 2016 als eines von 30 Teams durchsetzen, das einen Prototyp für die finale Runde des Wettbewerbs im Sommer 2016 bauen durfte. Bis 2019 gewann das Team den Wettbewerb vier Mal in Folge und ging im Anschluss in das Forschungsprogramm TUM Hyperloop auf. Der von WARR entwickelte Prototyp nutzte ein elektrodynamisches Schwebesystem und einen Turbokompressor, um den Strömungswiderstand im Grobvakuum der Röhre zu minimieren.